# جورج صيدح
جورج بن ميخائيل بن موسى صيدح (1311 هـ - 1399 هـ / 1893 - 1978م)، شاعر وكاتب وصحفي سوري من أبرز أعلام أدب المهجر ومؤلف كتاب «أدبنا وأدباؤنا في المهاجر الأمريكية» ومن مؤسسي الرابطة الأدبية وهي جمعية أدبية عربية في الأرجنتين.

## النشأة والمسيرة
ولد جورج صيدح في دمشق بسوريا في 1893 ودرس التعليم الابتدائي بدمشق ثم في 1908 تحوّل لمدرسة عينطورة. وسافر في 1911 إلى القاهرة بغرض التجارة. وغادرها في 1925 نحو باريس التي مكث فيها لغاية سنة 1927 وتزوج هناك بإمرأة من باريس. وفي أواخر 1927 غادر باريس صحبة زوجته نحو فنزويلا. وغادر فنزويلا في 1947 متوجها إلى الأرجنتين أين تفرغ للتجارة واهتم بالشعر والأدب. وأصدر في فنزويلا مجلة شهرية باللغة الإسبانية نقل فيها وجوها من الأدب العربي القديم والحديث. زار جورج صيدح سوريا ولبنان في 1951 وكرمته الهيئات الأدبية في كلا البلدين. وألف كتاب «أدبنا وأدباؤنا في المهاجر الأمريكية» الذي لقي استحسان القراء العرب حول العالم. وقد أصدر أيضا ديوان «حكاية مغترب» في 1960. لقي شعر جورج صيدح إعجابا كبيرا من قبل النقاد وأعلام أدب المهجر. توفي في 1978.

## مؤلفاته
- النوافل، بوينس آيرس، 1947 (شعر)
- نبضات قلب، باريس، 1953 (شعر)
- أدبنا وأدباؤنا في المهاجر الأمريكية، معهد الدراسات العربية العالمية، القاهرة، 1956
- حكاية مغترب، بيروت، 1959 (شعر)
- الشعر العربي المعاصر، (بالفرنسية)، 1968
- شظايا حزيران، بيروت، 1971 (شعر)
- ديوان صيدح، 1972/1973 (شعر)